# Piotr Kurek
Piotr Kurek (ur. 19 maja 1961 w Gliwicach, zm. 19 grudnia 2010 w Pescarze) – polski lekkoatleta, średniodystansowiec.

## Osiągnięcia
Medalista mistrzostw Polski. W roku 1983 był trzeci w biegu na 1500 m podczas finału „A” pucharu Europy, a także startował na mistrzostwach świata w Helsinkach, gdzie odpadł w półfinale na tym dystansie (ostatecznie sklasyfikowano go na 16. pozycji). W swojej karierze reprezentował barwy Hutnika Kraków i Oleśniczanki.

## Rekordy życiowe
Na stadionie
- bieg na 800 m – 1:47,27 s. (21 sierpnia 1983, Londyn)
- bieg na 1000 m – 2:20,38 s. (7 czerwca 1987, Zabrze)
- bieg na 1500 m – 3:36,93 s. (6 sierpnia 1983, Sopot) - 9. wynik w historii polskiej lekkoatletyki[2]

W hali
- bieg na 800 m – 1:52,6 s. (1980)
- bieg na 1500 m – 3:47,79 s. (1987)